# Хавкин, Самуил Тевелевич
Самуил Тевелевич Хавкин (18 [30] октября 1893, Рогачёв, Могилевская губерния, Российская империя — 9 декабря 1976, Москва, РСФСР) — советский партийный и государственный деятель, и.о. председателя Красноярского крайисполкома (1937).

## Биография
Родился в рабочей семье. 
Член РСДРП с 1911 г. В 1925 г. окончил рабочий факультет при Московском государственном университете.
- 1917—1918 гг. — член Киевского комитета РСДРП(б)
- 1918—1919 гг. — председатель Полесского подпольного областного комитета РКП(б),
- 1919—1920 гг. — заместитель председателя Гомельского комитета РКП(б)
- 1921—1923 гг. — ответственный секретарь Клинцовского уездного комитета РКП(б)
- 1925—1926 гг. — в аппарате ЦК ВКП(б),
- 1926—1929 гг. — в Дальне-Восточном краевом комитете ВКП(б), ответственный секретарь Сретенского окружного комитета ВКП(б),
- 1929—1930 гг. — ответственный секретарь Клинцовского окружного комитета ВКП(б),
- 1930—1931 гг. — председатель Западной областной контрольной комиссии ВКП(б),
- 1931—1934 гг. — заведующий организационно-инструкторским отделом Центральной Контрольной Комиссии ВКП(б), член коллегии Народного комиссариата рабоче-крестьянской инспекции СССР,
- 1934—1939 гг. — член Комиссии партийного контроля при ЦК ВКП(б)
- 1936—1937 гг. — уполномоченный Комиссии партийного контроля при ЦК ВКП(б) по Красноярскому краю,
- август-ноябрь 1937 г. — и. о. председателя исполнительного комитета Красноярского краевого Совета.

С 1939 г. — на административно-хозяйственной работе.
С 1957 г. на пенсии.

## Награды и звания
Награжден орденом Ленина.